# 瑞典納粹黨
瑞典納粹黨全稱為瑞典國家社會主義工人黨(瑞典語: Nationalsocialistiska Arbetarepartiet；英語：National Socialist Workers' Party縮寫：NSAP)，是瑞典的法西斯主義政黨。於1933年1月15日由斯文·奧洛夫·林德霍爾姆在瑞典斯德哥爾摩成立。